# Claudia Pandolfi
Pour les articles homonymes, voir Pandolfi.
Claudia Pandolfi, née le 17 novembre 1974 à Rome dans la région du Latium en Italie, est une actrice italienne.

## Biographie
Claudia Pandolfi naît à Rome en 1974.
En 1991, elle participe au concours de Miss Italie et est remarquée par le réalisateur Michele Placido qui lui offre son premier rôle au cinéma dans le drame Le amiche del cuore. Elle débute à la télévision l'année suivante en prenant part à la série télévisée Amico mio. En 1994, elle côtoie Alain Delon et Francesca Dellera dans le thriller L'Ours en peluche de Jacques Deray. Elle commence l'année suivante au théâtre sous la direction de Renato Giordano.
Elle joue ensuite pour Francesco Laudadio, Franco Giraldi, Angelo Longoni et Lodovico Gasparini (it) au cinéma et à la télévision. En 1997, elle est l'affiche de deux films, la comédie Ovosodo de Paolo Virzì et le premier film de Riccardo Milani, Auguri professore. L'année suivante, elle prend part à la série télévisée Un medico in famiglia et y reste jusqu'à la disparition de son personnage à la fin de la deuxième saison. En 1999, elle donne la réplique à Giancarlo Giannini dans le thriller Milonga d'Emidio Greco.
Elle retrouve Milani en 2001 en jouant pour lui une jeune commissaire de police dans la mini-série Il sequestro Soffiantini. En 2002, elle trouve un nouveau rôle de commissaire dans la série policière Giovanna, commissaire (Distretto di Polizia). Elle intègre cette série au début de la troisième saison et y reste jusqu'à la fin de la cinquième. Au cinéma, elle joue notamment dans la comédie Lavorare con lentezza de Guido Chiesa (it).
En 2008, elle tient l'un des principaux rôles de série télévisée policière Donne assassine inspirée de la série argentine Killer Women. Elle prend ensuite part aux deux premières saisons de la série I liceali. Au cinéma, elle fait partie du large casting féminin de la comédie romaine Due partite d'Enzo Monteleone, tourne deux films pour Luca Lucini et joue un rôle secondaire dans le film Cosmonauta de Susanna Nicchiarelli.
Paolo Virzi la choisit en 2010 pour incarnée la sœur à l'âge adulte de Valerio Mastandrea dans la comédie dramatique La prima cosa bella. Ce film obtient un certain succès critique et public à sa sortie en Italie, avec notamment dix-huit nominations lors de la 55e cérémonie des David di Donatello. Elle joue l'année suivante dans le drame noir Quando la notte de Cristina Comencini avec Filippo Timi pour partenaire et obtient le prix de la meilleure actrice principale lors du Bari International Film Festival.
Entre 2012 et 2014, elle prend part aux deux saisons de la série Il tredicesimo apostolo dans laquelle elle incarne une jeune chercheuse étudiant les phénomènes paranormaux à travers la religion catholique. Pour Carlo Virzì, elle joue le rôle d'une chanteuse d'un groupe de rock sur le retour dans la comédie I più grandi di tutti. Elle apparaît également à l'affiche du premier film d'Emiliano Corapi, le film noir Sulla strada di casa.
Elle apparaît ensuite en 2015 dans la série È arrivata la felicità, suivi en 2016 par une nouvelle série composée d'une seule saison, Romanzo siciliano.
En 2018, elle prend part à la deuxième saison de la série È arrivata la felicità et à la première saison de la série Baby. Elle apparaît également dans la comédie Se son rose de Leonardo Pieraccioni.

## Filmographie

### Au cinéma
- 1992 : Les Amies de cœur (Le amiche del cuore) de Michele Placido
- 1994 : L'Ours en peluche de Jacques Deray
- 1995 : L'ultimo concerto de Francesco Laudadio
- 1996 : La frontiera de Franco Giraldi
- 1996 : Naja d'Angelo Longoni
- 1997 : Ovosodo de Paolo Virzì
- 1997 : Auguri professore de Riccardo Milani
- 1999 : Milonga d'Emidio Greco
- 2000 : On fait un beau sourire (Fate un bel sorriso) d'Anna Di Francisca
- 2003 : Sogni di gloria - La rivincita di Raf de Jeff Jensen
- 2004 : Lavorare con lentezza de Guido Chiesa (it)
- 2005 : L'aria de Daniele Prato
- 2008 : Amore, bugie e calcetto de Luca Lucini
- 2008 : Solo un padre de Luca Lucini
- 2009 : Due partite d'Enzo Monteleone
- 2009 : Cosmonauta de Susanna Nicchiarelli
- 2010 : La prima cosa bella de Paolo Virzì
- 2010 : Figli delle stelle de Lucio Pellegrini (it)
- 2011 : Quando la notte de Cristina Comencini
- 2012 : Sulla strada di casa d'Emiliano Corapi
- 2012 : I più grandi di tutti de Carlo Virzì
- 2015 : Uno anzi Due de Francesco Pavolini
- 2017 : Alice no lo sa de Diego Amodio
- 2018 : Se son rose de Leonardo Pieraccioni
- 2018 : La profezia dell'armadillo d'Emanuele Scaringi
- 2021 : Mon frère, ma sœur  (Mio fratello, mia sorella) de Roberto Capucci (it) : Tesla / la sœur de Nick
- 2025 : Follemente de Paolo Genovese

### A la télévision

#### Séries télévisées
- 1993 : Amico mio
- 1995 : La voce del cuore de Lodovico Gasparini (it)
- 1998 - 2000 : Un medico in famiglia
- 2000 : Come quando fuori piove de Mario Monicelli
- 2001 : Piccolo mondo antico de Cinzia TH Torrini
- 2001 : Il sequestro Soffiantini de Riccardo Milani
- 2002 - 2005 : Julia Corsi, commissaire (Distretto di Polizia)
- 2007 : Nassiriya - Per non dimenticare de Michele Soavi
- 2008 : Quo vadis, baby? (it) de Guido Chiesa (it)
- 2008 : Donne assassine
- 2008 – 2009 : I liceali
- 2010 : Distretto di Polizia
- 2012 - 2014 : Il tredicesimo apostolo
- 2015 - 2018 : È arrivata la felicità
- 2016 : Romanzo siciliano de Lucio Pellegrini (it)
- 2018 : Baby

#### Téléfilms
- 1996 : Il caso Redoli de Massimo Martelli (it)
- 1999 : Una farfalla nel cuore de Giuliana Gamba
- 2014 : Non avere paura. Un' amicizia con Papa Wojtyla

## Distinctions
- Nomination au Ruban d'argent de la meilleure actrice dans un second rôle en 1998 pour La frontiera.
- Prix Flaiano de la meilleure actrice de télévision en 1999.
- Nomination au Ruban d'argent de la meilleure actrice dans un second rôle en 2009 pour Due partite.
- Nomination au David di Donatello de la meilleure actrice dans un second rôle en 2010 pour La prima cosa bella.
- Nomination au Ruban d'argent de la meilleure actrice dans un second rôle en 2010 pour La prima cosa bella et Cosmonauta.
- Nomination au Ciak d'oro de la meilleure actrice dans un second rôle en 2010 pour La prima cosa bella.
- Prix Anna Magnani de la meilleure actrice principale au Bari International Film Festival en 2012 pour Quando la notte.